# Madison megye (Virginia)
Madison megye az Amerikai Egyesült Államokban, azon belül Virginia államban található. Megyeszékhelye és legnagyobb városa Madison. Lakosainak száma 13 837 fő (2020. április 1.). Madison megye Rappahannock, Greene, Page, Culpeper és Orange megyékkel határos.

## Népesség
A megye népességének változása:
| Lakosok száma | 13 300 | 13 180 | 13 208 | 13 200 | 13 134 | 13 837 |
|               | 2010   | 2011   | 2012   | 2013   | 2015   | 2020   |